# Orale (singolo)
Orale è un singolo del rapper danese Gilli, pubblicato il 6 luglio 2015.

## Tracce
Testi e musiche di Kian Rosenberg Larsson.
Download digitale, streaming
1. Orale – 3:47

Download digitale, streaming – remix
1. Orale remix (feat. Pato Pooh & Denz) – 3:58

## Classifiche

### Classifiche settimanali
| Classifica (2015) | Posizione massima |
| ----------------- | ----------------- |
| Danimarca         | 24                |

### Classifiche di fine anno
| Classifica (2015) | Posizione |
| ----------------- | --------- |
| Danimarca         | 91        |